# Charles Cameron

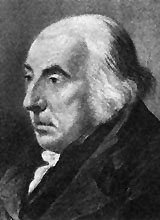
Charles Cameron

Charles Cameron (Escócia, 1745? – São Petersburgo, 1812?) foi um arquiteto e decorador escocês que fez brilhante carreira na Rússia de Catarina, a Grande.
Trabalhou principalmente em Tsarskoye Selo e Pavlovsk, construindo diversos palácios e mansões para a nobreza. Foi também um dos mais notáveis decoradores de interior de sua geração. Pouco se sabe sobre sua vida; jamais aprendeu a falar russo e sua vida social era mínima. Entre suas obras principais estão o Palácio Pavlovsk, um dos primeiros edifícios palladianos da Rússia, a Vila Chinesa e os Banhos Frios, em Tsarskoye Selo, além de vários projetos de decoração.